# Thiès Football Club
Actualités
Thiès football club est un club de football sénégalais basé à Thiès.

## Histoire
Thiès Football Club est une association sportive et culturelle issue de la fusion entre le Club Olympique de Thiès (COT), ancien champion du Sénégal en 1964, et l'Olympique Thiès Etudiant Club (OTEC).
En effet, les responsables de ces deux clubs, après une analyse, ont jugé que l'ex-OTEC et l'ex-COT méritaient d'être réunis étant donné qu'il y avait des similitudes entre les deux clubs.
L'objectif poursuivi par ces clubs n'était pas le résultat pour le résultat ou bien le résultat à tout prix, mais d'abord et surtout l'éducation des membres des clubs respectifs.
Monsieur Louis Diediou vice-président du club révèle à l'interview que "Dans un premier temps ce sont les dirigeants du OTEC : Koyta, Ibou Diene ; Lamine Sylla pour ne citer que ceux-là, qui ont eu l'idée et qui sont allés voir les dirigeants du COT en l'occurence Momar Cisse ; Amadou Lamine Diop et lui-même Louis Diediou.
Les membres se rencontraient assez fréquemment dans les mêmes organisations de la ville, les pratiquants également se retrouvaient très souvent dans le sport "navetanes" parfois au sein d'un même club ; tout ceci donc a aidé à la constitution du nouveau club.
La date de la création est le 26 octobre 1980 à l'Hôtel de Ville de Thiès.
Au départ le club avait beaucoup de capacités humaines d'une part, parce qu'il avait les pratiquants des deux clubs qui se sont retrouvés dans un même club, ce dernier disposait également du matériel assez important de l'ex-COT et de l'ex-OTEC. Au début le nouveau club n'avait donc pas de problèmes matériels ni de problèmes humains. Les seules difficultés étaient celles causées par certains nostalgiques, car quand il y a fusion tout le monde n'est pas d'accord surtout au niveau de certains supporters qui sont attachés à leur club d'origine.
Le club issu de la fusion prend le nom de Association sportive et culturelle de Thiès (ASC Thiès) puis quelques années ensuite devient le Thiès football club (Thiès FC), Est participe à la Coupe de la confédération 2004 grâce à sa finale de la Coupe du Sénégal de football en 2003 , le règlement de la CAF stipule que en cas où le vainqueur de la coupe nationale déjà qualifié en coupe d’Afrique, Le finaliste prend place.
En 2006 le club est champion de Ligue 2 est accède à la Ligue 1 pour la première fois
Au Championnat du Sénégal de football 2009 le club déclare forfait. Il est relégué administrativement en National 1. Thiès Football Club remonte rapidement en Ligue 2.
le club a connu une profonde crise en 2024 entre les présidents khalifa Sarr et Mazen Jaber. ce dernier finit par rendre sa démission de même que l'entraineur Pape Maguette kébé, plongeant ainsi le club dans une crise profonde.

## Palmarès
- Ligue 2
  - Vainqueur : 2006

- National 1
  - Vainqueur :  2009, 2019

- Coupe du Sénégal
  - Finaliste : 2003